# Give It to Me Now
Give It to Me Now è il terzo singolo del gruppo musicale inglese Merton Parkas, pubblicato nel 1979 dalla Beggars Banquet Records.
Come Lato B venne scelta GI's It.

## Tracce
Lato A
1. Give It to Me Now

Lato B
1. GI's It

## Musicisti
- Danny Talbot - Cantante e Chitarrista
- Mick Talbot - tastierista e Cantante
- Neil Wurrel - Bassista
- Simon Smith - Batterista